# Tarakan (město)
Tarakan je město ležící na stejnojmenném ostrově při severovýchodním pobřeží Kalimantanu, indonéské části ostrova Borneo. Jde o největší město v provincii Severní Kalimantan a jedno z hlavních měst v oblasti severního a východního Bornea.

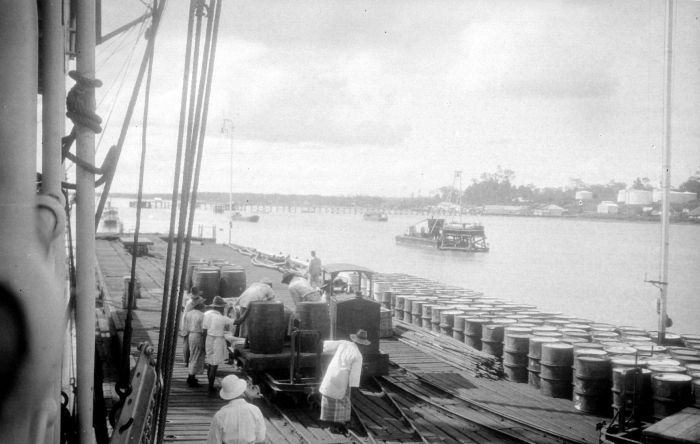
Ropné pole v Tarakanu během nizozemské nadvlády, cca v roce 1925

V koloniálním období patřil Tarakan mezi pět nejvýznamnějších center zpracování ropy v rámci Nizozemské východní Indie. Měl též velký strategický význam během války v Tichomoří a byl jedním z prvních japonských cílů na počátku této války, v letech 1942 a 1945 se zde odehrály dvě velké bitvy (první vedla k japonské nadvládě nad městem, během druhé město obsadili spojenci).

## Etymologie
Slovo Tarakan pochází z jazyka Tidung: tarak (místo setkání) a ngakan (jíst). Tarakan byl původně místem setkání pro námořníky a obchodníky v oblasti Tidung k jídlu, odpočinku a obchodu s úlovkem.